# Frank Ramsey (baloncestista)
Frank Vernon Ramsey, Jr. (Corydon, Kentucky; 13 de julio de 1931-Madisonville, Kentucky; 8 de julio]] de 2018) fue un baloncestista estadounidense que disputó nueve temporadas en la NBA, todas ellas en los Boston Celtics en su época dorada, lo que le permitió ganar siete anillos de Campeón de la NBA, siendo uno de los diez jugadores de la historia que más títulos ha conseguido. Fue también entrenador durante una temporada de los Kentucky Colonels de la desaparecida liga ABA. Con 1,90 metros de altura, jugaba indistintamente en las posiciones de base o alero.

## Trayectoria deportiva

### Universidad

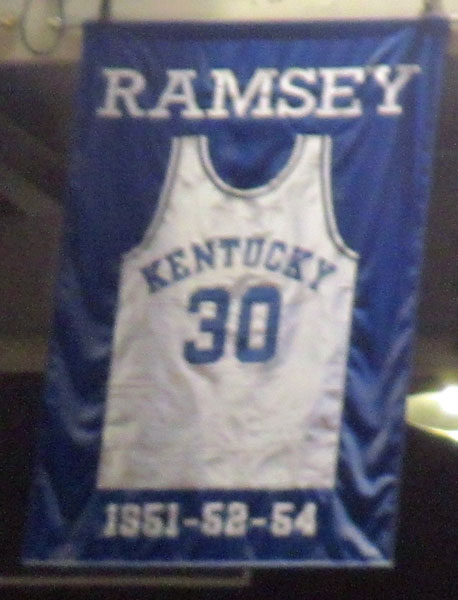
Camiseta de Ramsey colgando del Rupp Arena en su honor.

Jugó durante 3 temporadas con los Wildcats de la Universidad de Kentucky, a los que ayudó a conseguir el título de Campeón de la NCAA en su segundo año, en 1951, ganando a Kansas State en la final por 68-58, anotando 9 puntos en la final.
En el otoño de 1952 se destapó un asunto de apuestas ilegales que involucró a tres jugadores de los Wildcats, Ramsey, Cliff Hagan y Lou Tsioropoulos (un cuarto jugador, Bill Spivey, compañero de Ramsey en 1951 también fue acusado pero se retiraron los cargos), lo que acarreó una sanción de 4 años para la universidad. Los tres fueron curiosamente elegidos por los Celtics en el Draft de la NBA. Hagan se graduó en 1953, y fue declarado elegible para el Draft de la NBA, pero a pesar de tener hueco en los profesionales, decidió volver a su equipo universitario. Tras acabar la fase regular, en la cual Ramsey promedió 19,6 puntos por partido, con un balance perfecto de 25 victorias y 0 derrotas, con el número 1 del ranking de la Associated Press, la universidad recibió una invitación para participar en la fase final del torneo. Sin embargo fue rechazada, ya que según las normas de la NCAA los jugadores ya graduados no pueden participar en partidos de postemporada, y Kentucky tenía a tres de ellos.
Tras abandonar la universidad, Ramsey se convirtió en el cuarto máximo anotador de la misma, con 1.344 puntos, y el máximo reboteador, con 1.038 capturas, récord superado años más tarde por uno de sus jugadores en los Colonels, Dan Issel. Su camiseta con el número 15 fue retirada por la universidad como homenaje.
Fue elegido en 3 ocasiones All-American, y en otras 3 en el mejor quinteto de la Southeastern Conference. En el total de su carrera colegial promedió 14,8 puntos y 11,4 rebotes por partido.

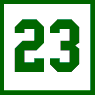
El número 23 de Ramsey, retirado por los Celtics.

### Profesional
Fue elegido en la quinta posición del Draft de la NBA de 1953 por Boston Celtics, equipo al que se incorporó un año más tarde tras regresar a su universidad. Al año siguiente tuvo que cumplir con el servicio militar, por lo que no jugó, incorporándose de nuevo en la temporada 1956-57. En el equipo se encontró con varios futuros miembros del Basketball Hall of Fame: Bob Cousy, Bill Sharman, Bill Russell, Tom Heinsohn, John Havlicek, Tom Sanders, Sam Jones o K. C. Jones, con los que formó un equipo casi invencible, que ganó 7 Campeonatos de la NBA en 8 años, en 1957 y entre 1959 y 1964.
En sus 9 temporadas promedió 15,4 puntos, 5,5 rebotes y 1,8 asistencias por partido. Su camiseta con el número 23 fue retirada como homenaje por Boston Celtics. Sin embargo, nunca fue elegido para jugar un All-Star Game pese a esos logros.

#### El primersexto hombrede la NBA
El entrenador de Ramsey, Red Auerbach, está a menudo considerado como el creador de la figura del sexto hombre. Aunque Ramsey estaba considerado como uno de los mejores jugadores de los Celtics, él se sentía más a gusto saliendo desde el banquillo, y Auerbach lo quería fresco para los momentos cruciales de los partidos. Ramsey fue el primero de una larga tradición de sextos hombres que triunfaron en Boston, jugadores como John Havlicek, Paul Silas, Kevin McHale o Bill Walton.

### Entrenador
En la temporada 1970-71 de la ABA fue entrenador de los Kentucky Colonels junto con Alex Groza y Gene Rhodes, consiguiendo 32 victorias y 35 derrotas en la liga regular, pero dando la sorpresa en los play-offs, llegando a la final donde cayeron ante los Utah Stars entrenado por el excompañero de Ramsey, Bill Sharman  por un apretado 4-3.

## Estadísticas de su carrera en la NBA
|  | Denota temporadas en las que ganó un Campeonato de la NBA |

### Temporada regular
| Año     | Equipo | PJ  | MPP  | %TC  | %TL  | RPP | APP | PPP  |
| ------- | ------ | --- | ---- | ---- | ---- | --- | --- | ---- |
| 1954–55 | Boston | 64  | 27.4 | .399 | .755 | 6.3 | 2.9 | 11.2 |
| 1956–57 | Boston | 35  | 23.1 | .393 | .791 | 5.1 | 1.9 | 11.9 |
| 1957–58 | Boston | 69  | 29.7 | .419 | .811 | 7.3 | 2.4 | 16.5 |
| 1958–59 | Boston | 72  | 28.0 | .378 | .782 | 6.8 | 2.0 | 15.4 |
| 1959–60 | Boston | 73  | 27.5 | .397 | .787 | 6.9 | 1.9 | 15.3 |
| 1960–61 | Boston | 79  | 25.6 | .407 | .833 | 5.5 | 1.8 | 15.1 |
| 1961–62 | Boston | 79  | 24.2 | .428 | .825 | 4.9 | 1.4 | 15.3 |
| 1962–63 | Boston | 77  | 20.0 | .382 | .816 | 3.7 | 1.2 | 10.9 |
| 1963–64 | Boston | 75  | 16.4 | .374 | .841 | 3.0 | 1.1 | 8.6  |
| Total   | Total  | 623 | 24.6 | .399 | .804 | 5.5 | 1.8 | 13.4 |

### Playoffs
| Año   | Equipo | PJ | MPP  | %TC  | %TL  | RPP | APP | PPP  |
| ----- | ------ | -- | ---- | ---- | ---- | --- | --- | ---- |
| 1955  | Boston | 7  | 22.0 | .519 | .731 | 5.0 | 2.3 | 10.7 |
| 1957  | Boston | 10 | 22.9 | .463 | .780 | 4.3 | 1.7 | 12.2 |
| 1958  | Boston | 11 | 32.0 | .425 | .915 | 8.2 | 1.5 | 18.4 |
| 1959  | Boston | 11 | 27.5 | .495 | .802 | 6.2 | 1.8 | 23.2 |
| 1960  | Boston | 13 | 35.3 | .413 | .873 | 7.7 | 2.1 | 16.7 |
| 1961  | Boston | 10 | 30.0 | .404 | .813 | 6.4 | 2.3 | 17.1 |
| 1962  | Boston | 13 | 16.2 | .375 | .911 | 2.9 | 0.8 | 9.2  |
| 1963  | Boston | 13 | 19.3 | .356 | .723 | 2.7 | 0.9 | 8.3  |
| 1964  | Boston | 10 | 13.8 | .349 | .857 | 2.1 | 1.0 | 6.2  |
| Total | Total  | 98 | 24.4 | .424 | .826 | 5.0 | 1.5 | 13.6 |

## Logros y reconocimientos
- Campeón de la NCAA (1951)
- 2.º Equipo All-American consensuado (1954)
- 2.º Equipo All-American AP, UPI (1952)
- 3.er Equipo All-American AP, UPI (1951)
- 7 veces Campeón de la NBA (1957, 1959, 1960, 1961, 1962, 1963 y 1964)
- En 1982 fue incluido en el selecto Basketball Hall of Fame como jugador.[9]